# Tribu Ponca d'Oklahoma
La tribu d'indis Ponca d'Oklahoma, també coneguda com a Nació Ponca, és una de les tribus reconegudes federalment del ponca. L'altra és la tribu Ponca de Nebraska. Tradicionalment parlaven la llengua omaha-ponca, part de la família de les llengües sioux occidentals.

## Govern
La Tribu d'Indis Ponca d'Oklahoma té la seu a Ponca City, Oklahoma. Llur àrea jurisdiccional tribal inclou parts dels comtats de Kay i Noble. Dels 3.581 membres tribals registrats, 3.000 viuen a l'estat d'Oklahoma. Per a ser membre de la tribu cal tenir un quàntum de sang mínim d'1/8.
El consell de govern de la tribu Ponca és escollit democràticament per períodes de quatre anys. El cap actual de la tribu és Earl "Trey" Howe III.

## Desenvolupament econòmic
La Tribu Índia Ponca opera la seva pròpia autoritat d'habitatge i emet les seves pròpies matrícules de vehicles tribals. Són amos d'un casino, Blue Star Gaming and Casino a Ponca City. The estimated annual economic impact of the Ponca Tribe in 2011 was $1,964,321, que va generar 15 milions de dòlars en 2008.

## Llengua i cultura
Un nombre estimat de 33 membres tribals encara parlaven la llengua ponca en 2009. Des de 1876 la tribu allotja un powwow anyal. Té lloc cada agost a Ponca City.

## Història

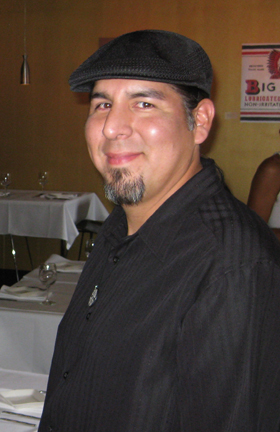
Brent Greenwood, artista i cantant ponca-chickasaw

La tribu ponca se separà de la tribu omaha en el segle xviii. Es van establir a Nebraska i Dakota del Sud. La Verola i altres malalties introduïdes d'Euràsia suposaren una pesada càrrega per a la tribu en segles xviii i xix, ja que no tenien immunitat. Els més poderosos sioux envaïren la seva base territorial.
Els ponca mai va estar en guerra amb els Estats Units. Van signar el seu primer acord de pau amb els EUA en 1817. En el 1825 es va signar un acord comercial. Pels tractats de 1858 i 1865 van cedir terres. Els anys 1860 i 1870 van ser una època difícil per a la tribu ponca, el búfal anava desapareixent, les sequeres destruïen els conreus, i la guerra amb els sioux tot combinat amenaçava els ponca amb la fam. Els EUA no complien les seves obligacions en virtut de tractats amb els ponca. Van donar terrenys reservats per als ponca als sioux en 1868, com a part de la Gran Reserva Sioux. El govern va traslladar els ponca a Territori Indi en 1877.
El trasllat forçós dels ponca al Territori Indi va ser mal administrat; arribaren massa tard per plantar cultius, el govern no els proporcionà un subministrament adequat, i al seu destí hi havia malària crònica. S'estima que uns 158 ponca van morir durant el primer any: gairebé un terç de tota la tribu. Entre ells es trobava el fill gran de Standing Bear, un cap ponca, qui va tornar el cos a Nebraska per ser enterrat en terres tradicionals. Allí va ser arrestat per l'Exèrcit per haver deixat la reserva, però es va guanyar la simpatia de general de brigada Crook. Amb l'ajuda d'advocats prominents treballant pro bono, Standing Bear presentà una demanda habeas corpus qüestionant la seva detenció. La decisió del jutge de la Cort Federal de Districte en Standing Bear v. Crook (1879) establí el dret d'habeas corpus i la condició jurídica de ciutadans sota la llei estatunidenca per als amerindis.
White Eagle, un cap principal, s'establí en una reserva de 101.000 acres (410 km²) als actuals comtats de Kay i Noble. Van llogar la major part de la terra al 101 Ranch per a pastures (i més tard per a extraure petroli). En la dècada de 1890 els missioners i agents del govern van tractar que la tribu abandonés les seves danses i estils de vida tradicionals.
En 1892, sota la Llei de Dawes, el govern dels Estats Units van registrar els membres de la tribu, i va assignar parcel·les individuals a cada llar. Va declarar la terra de la reserva restant com a "excedent" i la va vendre a colons euroamericans. Això va donar lloc a una gran pèrdua de terres comunals per a la tribu i els seus descendents. Després es va descobrir petroli a les seves terres el 1911, i la seva explotació, juntament amb la mineria d'altres recursos, creà problemes ambientals a la tribu.
Es va introduir la religió peiot en la dècada de 1910. En 1918 dos ponca, Louis MacDonald i Frank Eagle, cofundaren la Native American Church. Després que molts ponca lluitessin a la Primera Guerra Mundial, els veterans ponca que retornaren fundaren el capítol búffalo Post 38 de la Legió Americana. Van reviure les danses de guerra tradicionals, com la dansa heluska.
Sota l'Oklahoma Indian Welfare Act de 1936 la tribu va reorganitzar el seu govern. Ratificaren la seva constitució en 1950 i van ser reconeguts pel govern federal. La seu tribal es va establir a White Eagle, situada al sud de Ponca City.
El ponca Clyde Warrior fou cofundador del National Indian Youth Council. Va promoure l'autodeterminació i va inspirar a molts joves activistes nadius durant els anys 1960 i 1970.